# Vlag van Radomsko

Vlag van Radomsko sinds 2024

Vlag van Radomsko, 2000-2024

De vlag van Radomsko is een rechthoekig stuk doek in de verhouding 5:8 (breedte/lengte) in de kleuren van het wapenschild, verticaal verdeeld in twee gelijke delen, geel en rood, met het centrale embleem van het wapenschild van Radomsko op 9/10 van de breedte van de vlag. De vlag werd op 24 april 2024 officieel aangenomen.
De vorige vlag bestaat uit een wit veld met aan de linker- en rechterkant een rode verticale baan. In het midden van deze vlag staat het wapen van de powiat Radomsko. De vlag werd in 2000 in gebruik genomen. De hoogte-breedteverhouding van de vlag is 5:8. De rode banen nemen elk een vijfde van de breedte in.